# Ostrów Lubelski
Pour les articles homonymes, voir Ostrów Lubelski.
Ostrów Lubelski (prononciation : [ˈɔstruf luˈbɛlskʲi])  est une ville de la voïvodie de Lublin, dans le sud-est de la Pologne.
La ville se situe à environ 45 kilomètres de Lublin, capitale de la voïvodie.
Elle est le siège administratif (chef-lieu) de la gmina d'Ostrów Lubelski, dans le powiat de Lubartów. 
Sa population s'élevait à 2 203 habitants en 2011.

## Histoire
Ostrów Lubelski obtient le statut de ville en 1548 et jusqu'en 1864. En 1919, Ostrów Lubelski redevient une ville.
De 1975 à 1998, le village est attaché administrativement à l'ancienne Voïvodie de Lublin.

Depuis 1999, il fait partie de la nouvelle voïvodie de Lublin.